# Simplicius Simplicissimus
Simplicius Simplicissimus (tysk: Der Abentheuerliche Simplicissimus Teutsch) er en tysk satirisk roman fra 1668 af H.J.C. von Grimmelshausen (dansk 1898 "Simplicius Simplicissimus' højst æventyrlige liv og levned" (forkortet), 1967 "Den Eventyrlige Simplicissimus" (komplet)).
Romanen, der er delvist selvbiografisk, fortæller om hovedpersonen Simplicius' trængsler under Trediveårskrigen. Simplicius bliver bortført fra sin isolerede og uvidende bondefamilie af landsknægte og må helt fra bunden lære om det kaotiske samfund han bliver tvunget ud i. Igennem mange forskellige komiske scener får H.J.C. von Grimmelshausen mulighed for at satirisere over samfundet og fremvise sin nihilistiske livsholdning.